# Juniaufstand 1832
Beim Juniaufstand 1832 handelt es sich um einen Aufstand französischer Republikaner gegen die Regierung König Louis Philippes I. von Frankreich. Zu Kämpfen zwischen Aufständischen und Regierungstruppen kam es am 5. und 6. Juni 1832 in Paris. Sie endeten mit der Niederschlagung des Aufstandes und hatten keine unmittelbaren politischen Veränderungen zur Folge.

## Ursache
Seit der Julirevolution von 1830 und dem Sturz König Karls X. regierte in Frankreich König Louis Philippe I. auf der Grundlage der Charta von 1830 im Rahmen einer konstitutionellen Monarchie. Trotz ihrer parlamentarischen und demokratischen Elemente gab diese Verfassung der königlichen Gewalt sowie aufgrund des in ihr verankerten Zensuswahlrechts den vermögenden Schichten im Land ein starkes politisches Übergewicht vor der restlichen Bevölkerung. Entsprechend waren republikanische Kreise im französischen Bürgertum schon bald nach der Regierungsübernahme Louis Philippes mit der neuen Verfassungswirklichkeit unzufrieden und forderten Reformen.
Am 22. Mai 1832 traten 39 Abgeordnete der Deputiertenkammer zusammen und veröffentlichten einen Rechenschaftsbericht an ihre Wähler, worin sie die Mängel der Verfassung sowie der königlichen Regierung anprangerten. Die Federführung hierbei hatte der Bankier und vormalige Finanzminister Jacques Laffitte, der ursprünglich zu den ersten Unterstützern Louis Philippes gehört hatte, dann aber in seinen revolutionären Erwartungen enttäuscht worden und im März 1831 zurückgetreten war. Der Rechenschaftsbericht beschwor die Gefahren der Gegenrevolution, welche im Erstarken begriffen sei, und wandte sich insbesondere gegen die amtierende Regierung unter Premierminister Casimir Pierre Perier.

## Verlauf
Die Konfrontation mit der Regierung begann am 2. Juni 1832 anlässlich der Beisetzungsfeierlichkeiten für den jungen republikanischen Mathematiker Évariste Galois, an denen dreitausend Regierungskritiker teilnahmen. Als drei Tage später, am 5. Juni, General Jean Maximilien Lamarque, auch er Republikaner, beerdigt wurde, verwandelte sich der Trauerzug in eine antiroyalistische Demonstration. Die Republikaner errichteten Barrikaden und hissten die rote Fahne. Es kam zu Kämpfen mit der Armee und der Nationalgarde, die sich bis zum Abend hinzogen und vorerst ohne Ergebnis blieben.
Tags darauf, am 6. Juni, kehrte König Louis Philippe aus Schloss Saint-Cloud in die Hauptstadt zurück und befahl, den Aufstand niederzuschlagen. Es kam zu schweren Kämpfen mit etwa achthundert Toten. Am Ende des Tages waren die Aufständischen geschlagen. Am selben Tag verhängte die Regierung auf Befehl des Königs den Belagerungszustand über Paris: Mit demselben Dekret wurde überdies die Rechtsprechung über die Revolutionäre der Militärgerichtsbarkeit übertragen, um möglichst schwere Strafen zu gewährleisten. Nachdem diese Maßnahme für erneute Unruhe unter Republikanern und auch gemäßigten Royalisten gesorgt hatte, annullierte der französische Kassationsgerichtshof am 18. Juni das ministerielle Dekret, indem er sich auf entsprechende Artikel der Charte berief. Daraufhin fügte sich auch der König diesem Spruch und nahm seine Order zurück, woraufhin die schwebenden Verfahren wieder an die ordentlichen Schwurgerichte zurückverwiesen wurden. Gleichwohl wurden auch von diesen Gerichten unerwartet strenge Urteile gefällt – darunter sieben Todesurteile, welche der König allerdings umgehend in Haftstrafen umwandelte.

## Folgen
Der Juniaufstand von 1832 verstand sich selbst als republikanisch-demokratische Vollendung der Bewegung, die 1830 mit der Julirevolution erst begonnen und viele unbefriedigt gelassen hatte. Er scheiterte auch, weil es den Republikanern, meist Intellektuelle, Künstler und Bildungsbürger, nicht gelungen war, breite Bevölkerungsschichten für ihre Ziele zu mobilisieren. Angesichts der Erfolglosigkeit des Aufstands sahen optimistische Republikaner schon in der gerichtlich erzwungenen Zurücknahme der Order über die Sondergerichtsbarkeit durch den König einen kleinen Sieg des Rechtsstaats über den Regierungsautoritarismus, der, wenn auch im konstitutionellen Rahmen, über 1830 hinweg fortbestanden hatte.

## Fortleben
Der Pariser Juniaufstand von 1832 wurde von Victor Hugo in Teil IV seines Romans Die Elenden, Eine Idylle in der Rue Plumet und ein Epos in der Rue Saint-Denis literarisch verarbeitet und fand entsprechend Eingang in die verschiedenen Adaptionen des Romans in Film und Musical.